# Jeziorko (powiat łódzki wschodni)
Jeziorko – wieś w Polsce położona w województwie łódzkim, w powiecie łódzkim wschodnim, w gminie Koluszki, przy drodze z Koluszek do Jeżowa.
Wieś szlachecka położona była w drugiej połowie XVI wieku w powiecie rawskim ziemi rawskiej województwa rawskiego. W latach 1975–1998 miejscowość należała administracyjnie do województwa piotrkowskiego.